# Naseby
Naseby (/neɪz.biː/) est un village du Northamptonshire en Angleterre d'environ 500 habitants, à l'ouest de Rothwell.

## Histoire
Les troupes du Parlement, commandées par Thomas Fairfax et Oliver Cromwell, y remportèrent une victoire décisive sur Charles Ier le 14 juin 1645 lors de la bataille de Naseby.

## Sources
Cet article comprend des extraits du Dictionnaire Bouillet. Il est possible de supprimer cette indication, si le texte reflète le savoir actuel sur ce thème, si les sources sont citées, s'il satisfait aux exigences linguistiques actuelles et s'il ne contient pas de propos qui vont à l'encontre des règles de neutralité de Wikipédia.
1. ↑  Robert Tombs, The English and their History, Penguin Books, 2014, page 226